# آدین ماسون
آدین ماسون (انگلیسی: Adine Masson; ۱ ژانویهٔ ۱۹۰۰ – ۱ ژانویهٔ ۲۰۰۰) تنیس‌باز اهل فرانسه بود.